# José de Villaviciosa

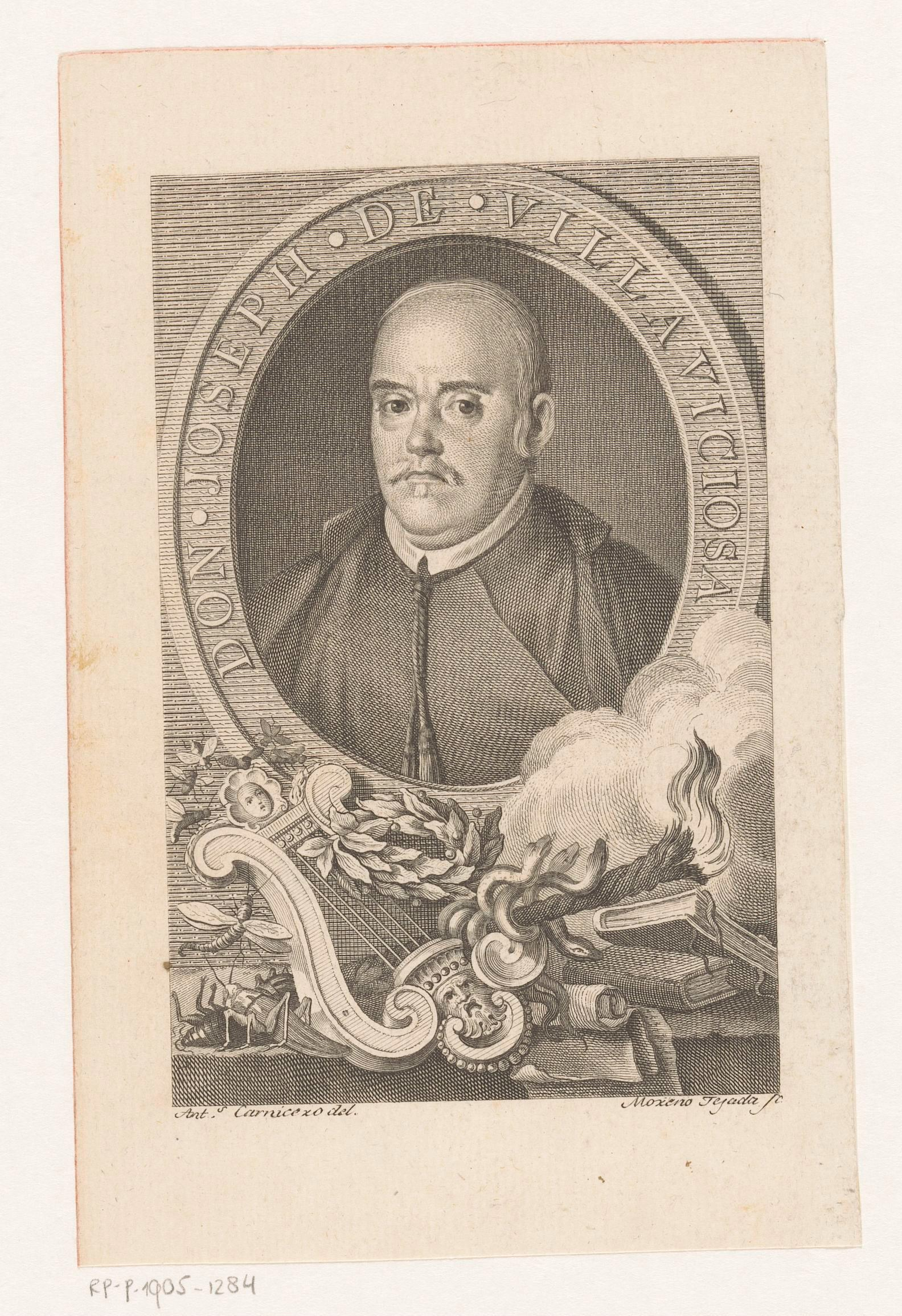
Retrato de José de Villaviciosa, grabado calcográfico de Juan Moreno de Tejada por dibujo de Antonio Carnicero. Ilustración de la edición de La Mosquea por Antonio Sancha, 1777, Biblioteca Nacional de España.

José de Villaviciosa (Sigüenza, Guadalajara, 1589-Cuenca, 28 de octubre de 1658), poeta español del Siglo de Oro, perteneciente al Barroco.

## Biografía
Nació en el seno de una familia hidalga por ambos lados, acomodada y culta, originaria, por línea paterna, del pueblo conquense de Cardenete. El padre fue Bartolomé de Villaviciosa, y la madre María Martínez de Azañón, natural de Fuentelencina. El futuro poeta tuvo dos hermanos y una hermana; Bartolomé llegó a ser secretario del Santo Oficio de Cuenca; Francisco fue nuncio en el de Toledo y María llegó a ser abadesa del monasterio de Franciscas de Toledo. José cursó estudios en la Universidad seguntina, y luego en la de Alcalá de Henares, donde probablemente se graduase en Artes. Se afincó en Cuenca en 1608. No mucho después obtuvo la licenciatura en leyes, y compuso la epopeya burlesca La Mosquea, que debía estar acabada por lo menos en 1613, a sus veinticuatro años. Poco después de 1615, cuando se imprimió esta obra en Cuenca, se ordenó sacerdote. Se doctoró y fue relator del Consejo de la Inquisición (1622) con residencia en Madrid; obtuvo en 1638 el cargo de arcediano de Alcor (dignidad de la catedral palentina) y el de inquisidor de Murcia; el 6 de junio de 1644 fue nombrado inquisidor de Cuenca; en esta última ciudad fue canónigo, y arcediano de Moya (1648), cargos que renunció luego en favor de dos parientes. Murió el 28 de octubre de 1658. Fue enterrado entre los dos coros de la catedral de Cuenca, bajo una lápida con un epitafio latino que él mismo había compuesto, pero sus restos se trasladarían a Reíllo, pueblo distante a cinco leguas de Cuenca y cuyo señorío había adquirido bastantes años atrás. En ese pueblo edificó una casa e hizo una fuente.

## Obra
Es autor de un conocido y celebrado poema épico burlesco, La Mosquea. Poética inventiva en octava rima (Cuenca: Domingo de la Iglesia, 1615), que compuso en su juventud y adaptaba libremente la Moschaea, escrita en latín macarrónico por Teófilo Folengo. La obra está dedicada a Pedro de Rávago, regidor perpetuo de Cuenca, que poseía un lavadero de lanas cerca del riachuelo llamado Moscas, lo que importa saber a propósito del tema del texto. Se reimprimió en Madrid, 1732, por la viuda de Francisco del Hierro, y en el mismo lugar en 1777 por Sancha. Está compuesta por un "Prólogo al lector" en décimas y doce cantos. Contiene 925 octavas reales, 7400 versos. No está libre de reminiscencias clásicas (Homero, Virgilio, Ovidio) y de influjo dantesco, por ejemplo, en la descripción del infierno. El argumento es la guerra entre moscas y hormigas; estas últimas resultan victoriosas con la ayuda de sus aliados, las pulgas, los piojos, las chinches y las arañas. Las moscas, cuyo rey es Sanguileón, reciben el auxilio de los tábanos, mosquitos y mirmiliones y mandan un ejército al mando de Matacaballo contra las hormigas. Estas, al mando de Mirnuca, ayudan a su rey Granestor a vencerlo, lo que consiguen con la intervención providencial de las arañas. Aunque no llega a alcanzar las calidades de la Gatomaquia de Lope de Vega, el poema de Villaviciosa es una de las mejores epopeyas burlescas españolas.
En el año 2010 el catedrático Alfredo Rodríguez López-Vázquez, en su edición del Quijote de Avellaneda para la editorial Cátedra, lo ha propuesto como autor de esa obra.